# Петър Манолев
Петър Димитров Манолев е български летец, ветеран от Втората световна война с три въздушни победи в небето над София, кавалер на военния орден „За храброст“ IV степен, 2-ри клас.

## Ранни години
Роден е на 18 септември 1915 г. в село Каракьой, близо до град Драма, Беломорска Тракия. Като дете Петър Манолев живее на гръцка територия. Учи в гръцко училище до четвърти клас. Когато е на 12 години, семейството му се преселва в град Неврокоп, днес Гоце Делчев. През септември 1929 г. Петър Манолев за пръв път в живота си вижда самолет и решава да стане летец. През 1936 г. е приет в 58-и випуск на ВНВУ. През 1938 – 39 г. завършва два курса за летци-изтребители в Полша. На 16 юни 1939 г. завършва Военното на Негово Величество училище, випуск 58-и „Родопски“ с чин подпоручик. След завръщането си в България служи във Въздушната школа в Казанлък. През 1940 г. завършва Изтребителната школа за висш пилотаж в Карлово и е назначен за инструктор в същата школа.

## Участие във Втората световна война
След началото на Втората световна война Петър Манолев се завръща в България. На 16 юни 1942 г. е повишен в поручик. С Министерска заповед № 35 от 1942 г. е изпратен като старши инструктор в Изтребителната школа в Долна Митрополия. В периода от 1941 – 1944 г. подготвя 7 випуска български летци – изтребители. На 30 март 1944 г. без заповед и по собствена инициатива заедно с още трима инструктори, поручик Манолев атакува формация от около 40 четиримоторни бомбардировача, летящи към София. Със слабо въоръжените учебно-бойни самолети Avia B-135, инструкторското звено преследва тежко въоръжените американски бомбардировачи и ги обстрелва до изчерпване на боеприпасите и горивото.
След тези събития го назначават за командир на 682-ро бойно изтребително ято от 3/6 орляк (полк), базиран на летище Божурище.
На 17 август 1944 г. със своя Месершмит Bf 109 G-6 Манолев сваля американска четиримоторна летяща крепост Б-17. В жестокия въздушен бой самолетът му е уцелен, таблото е повредено, а самият Манолев е тежко ранен. Успява да кацне аварийно „по корем“ на летище Божурище, макар и без навигационни уреди. Тежката операция, с която изваждат шрапнелите от тялото му е направена без упойка.
| „                      | Беше 17 август. Летях на великолепния германски изтребител Messerschmitt Bf 109G-6 „Стрела“. Аз водех моето 682-ро изтребително ято. Излетяхме по тревога от Божурище, първия път към 12 часа, вдигнахме се на 7000 м, но не открихме никакъв противник. От земята ни се обадиха, че в крайния северозападен ъгъл на България „крепостите“ са облизали нашата територия и са заминали за Румъния. Моят бомбардировач, срещу който се насочих, бе на 700 – 800 метра под мен. Сега спокойно си приказваме, но тогава бе ужасно – горещо, отвсякъде стрелят. Най-често ние, изтребителите, си избираме бомбардировач, атакуваме го, като слизаме под него и под ъгъл. Открих огън с 20-милиметровото оръдие отпред и с двете голямокалибрени картечници (те са 12,7 мм) по моторите и местих огъня, докато стигнах до пилота. Всичко попадна в целта и запален, моторът започна да гори. Преместих огъня и по съседния мотор. Цялата „крепост“ пламна. През това време бомбардировачите отстрани ме улучиха. Взриви се бордното табло, пръсна се и остъклението на пилотската кабина. Бях облян в кръв и притиснат от нахлулия въздушен поток, но успях да се насоча към най-близкото летище. Кацнах „по корем“, защото устройството за спускане на колесника също бе повредено. После се оказа, че снарядът е минал през кожуха на двигателя и се е взривил зад бордното табло. Но самият аз бях улучен лошо. Та чак сега, на толкова годишна възраст, чувствам още болки в крака. Защото в него останаха много парчета, които хирурзите не можаха да извадят. Тогава нямаха упойка и започнаха да режат на живо, аз стиснах зъби, не извиках нищо. След операцията лекарят каза: „Ей, корав българин, бе!“ | “ |
| Петър Манолев, 2003 г. | |   |

За проявената храброст при отбраната на София П. Манолев се награждава с орден „За храброст“ – IV степен, 2-ри клас. До началото на септември 1944 г. като командир на 682-ро бойно изтребително ято, той изпълнява 18 бойни задачи и участва в осем въздушни боя с американската авиация. След 9 септември 1944 г. участва във втората фаза на войната срещу Германия. На 12 ноември 1944 г. Манолев се отличава при щурма на летище Прищина. Завършва войната с 3 признати въдздушни победи.

## След войната
Петър Манолев продължава да служи и след войната, като заема различни длъжности в Щаба на Въздушни войски. Повишен е в капитан на 15 ноември 1946 г. През 1951 г. майор Манолев е назначен за началник-щаб на изтребителния полк в Доброславци. През юли 1953 г. е арестуван с неясни обвинения. Септември същата година е освободен, а след това уволнен от ВВС. По-късно работи в различни предприятия. За кратката си кариера като летец Петър Манолев овладява 27 различни самолета, има 2505 полета и 1463,55 часа във въздуха. За участието си във Втората световна война е награден с редица български и съветски ордени и медали. Почива на 19 март 2013 г. на 97-годишна възраст.